# Dua Saleh
Dua Saleh (en árabe: دعاء صالح‎) es una celebridad del canto y la actuación de origen sudanés que reside en Mineápolis, Minnesota. Su primer EP, Nūr, fue lanzado en enero de 2019 por el sello discográfico Against Giants, y su segundo, Rosetta, fue lanzado en junio del año siguiente.
Saleh, quien llegó a los Estados Unidos desde Sudán durante su infancia, escribió poesía desde temprana edad. Mientras asistía a la Universidad Augsburg, comenzó a experimentar con la música y finalmente lanzó una demo en 2017. Poco después, comenzó a trabajar con el productor local Psymun y comenzó a interpretar su música en vivo, lo que culminó con el lanzamiento de su EP en 2019. Su música se ha caracterizado como rap, pop y R&B, aunque también ha sido descrita como desafiando los géneros. Además de escribir y grabar música, Saleh también ha actuado en teatro en Mineápolis y se le conoce por su papel recurrente como Cal Bowman en la serie Sex Education de Netflix.

## Primeros años
Saleh nació en Kasala, Sudán, en una familia de ascendencia tunjur, una etnia originaria de Chad y Darfur. Sus familiares se convirtieron en refugiados de la segunda guerra civil sudanesa en la década de 1990. Huyeron de Sudán cuando Saleh tenía cinco años y se mudaron varias veces, primero a Eritrea, luego a Dakota del Norte, Maine y Newark, Nueva Jersey, antes de establecerse en el vecindario Rondo de Saint Paul, Minnesota. Saleh asistió a la Saint Paul Central High School, en donde tomó conciencia del peligro, la opresión sistémica y la resistencia, lo que ha descrito como una fuente de su interés por la organización comunitaria. Tras graduarse de la escuela secundaria, estudió en la Universidad Augsburg, donde se especializó en sociología y estudios de género, mujeres y sexualidad. Durante su tiempo en Augsburg, lideró una huelga en su antigua escuela secundaria a través de la Rama Juvenil y Universitaria de St. Paul de la NAACP en protesta por la pipeline escuela-prisión en dicha secundaria. Saleh también ha participado en actividades de Neighborhoods Organizing for Change, la Pan Afrikan Student Union, el Minnesota Public Interest Research Group y los Servicios Estudiantiles LGBTQIA de Augsburg. Se graduó de Augsburg en 2017.

## Carrera
Saleh comenzó a escribir poesía cuando tenía cuatro años y participó en su primer espectáculo de micrófono abierto en su último año de secundaria. Usó la poesía para procesar experiencias de su vida y continuó recitando en el área de Mineápolis-Saint Paul mientras asistía a Augsburg. Su poema Pins and Needles fue grabado y compartido en el canal de YouTube de Button Poetry, donde obtuvo decenas de miles de visitas en 2017 y más de cien mil en 2018. También se ha presentado como parte de la serie Queer Voices en Intermedia Arts.
Mientras estudiaba en Augsburg y trabajaba a tiempo completo, Saleh comenzó a descubrir que la poesía no le estaba dando «suficiente sustento». Sobre esto, afirmó que «estaba tratando de hacer demasiado, y mi cuerpo estaba como, “No, necesitas liberar algo”. Las melodías comenzaron a llegar, y creo que mi cuerpo estaba reaccionando y queriendo curarme, de alguna manera». Saleh no consideraba que tuviera «buena voz», pero se comunicó a través de un amigo con el productor Mike Frey para experimentar con la grabación. Según Frey, la grabación resultante, grabada en una sola toma, fue «una interpretación tan buena que decidimos que esto es con lo que nos vamos a quedar»; fue lanzada el 10 de mayo de 2017 como First Take, el primer sencillo de Saleh, bajo el nombre artístico de Dua.
Tras el lanzamiento del sencillo, el productor discográfico Psymun se acercó a Saleh para que trabajaran juntos. First Take fue bien recibido en línea y fue seguido por el lanzamiento del primer sencillo de Saleh producido por Psymun, una presentación en el festival Eaux Claires y una colaboración con el rapero Chester Watson (Void Interlude).
El primer EP de Saleh, Nūr, fue lanzado el 3 de enero de 2019 por el sello discográfico Against Giants bajo su nombre completo, Dua Saleh. Nūr recibió críticas positivas por parte de Pitchfork y Robert Christgau y fue acompañado por el lanzamiento de un video musical para la canción "Warm Pants" en abril. Lanzó dos videos más ese año, uno para "Sugar Mama" en octubre y uno para su nuevo sencillo "Pretty Kitten" en diciembre.
A principios de 2020, el Minnesota Daily señaló que Saleh tenía seguidores «a nivel nacional». Saleh caracterizó su éxito musical como «un accidente» y dijo que todavía estaba en el proceso de desarrollar su identidad musical. Su siguiente EP, Rosetta, fue lanzado en junio de 2020 y su tercero, Crossover, salió en octubre de 2021.
El 30 de mayo de 2020 lanzó el sencillo Body cast para abordar la brutalidad policial. Las ganancias de la descarga de la canción en Bandcamp fueron donadas a la organización de justicia Black Visions Collective. La pista incluyó clips de audio de un video viral de 2019 de Angela Whitehead, una mujer de Montana que enfrentó a los policías que ingresaron ilegalmente a su casa. El video de la canción enumera los nombres de personas afroamericanas desarmadas que fueron asesinadas por la policía.
Saleh fue parte del elenco de la tercera temporada de la comedia dramática Sex Education de Netflix, en donde interpretó al personaje recurrente Cal, quien es de género no binario. En 2023 interpretó nuevamente a Cal en la cuarta temporada.

## Estilo e influencias musicales
Saleh vivió lo que ha descrito como una infancia «superprotegida» y creció escuchando principalmente música sudanesa y a Nancy Ajram. En la escuela secundaria, cuando consiguió una computadora portátil, escuchó una gran cantidad de jazz de la década de 1940 y luego dirigió su atención al hip hop de los noventa. Posteriormente, pasó «uno o dos años buscando tantos artistas queer como pudiera», mencionando a Mykki Blanco, Le1f y Kilo Kish entre los artistas durante este período que «salvaron [su] vida». También ha citado la música y las vidas de Sister Rosetta Tharpe y de Marie Knight como influencias, incluido el nombre de su segundo EP en honor a Tharpe.
Saleh ha dicho que, entre otras razones para hacer música, «en Sudán, hay muchas personas queer, trans y no binarias que están en el armario, así que trato de publicar tanto contenido que sea como de la agenda gay y trans como sea posible». En Rosetta, Saleh lanzó la canción "Smut", cantada parcialmente en árabe, con la esperanza de «irrumpir en el mercado sudanés» y conectarse con los oyentes sudaneses.
Su música ha sido categorizada como rap, pop y R&B. Christgau describió el estilo de actuación de Saleh en Nūr como un canto de rap, mientras que Michelle Kim caracterizó su estilo de interpretación vocal como una alternancia «entre un rap deliciosamente táctil y un canto fascinante». Saleh también se ha destacado por desafiar los géneros musicales.

## Vida personal
En 2017 mencionó que estaba en una «lucha por mantener» su primer idioma, el árabe, debido a su continua inmersión en la lengua inglesa. Saleh pertenece a la comunidad musulmana, pero no se considera una persona «religiosa en el sentido institucional». Ha discutido su relación con las tradiciones de vestimenta islámica, afirmando que «la vestimenta tradicional no refleja [su] relación personal con el din, sino que refleja la imagen de una persona musulmana que [le] han inculcado como algo socialmente aceptado». En la secundaria, Saleh ganó la elección para la vicepresidencia de la alianza gay-heterosexual de su escuela; cuando su madre descubrió folletos de la organización en su mochila, envió a Saleh a la Academia Dugsi, una escuela chárter islámica en Saint Paul.
Además de escribir e interpretar música y poesía, Saleh también ha actuado, incluyendo en la producción Waafrika 123 de 20% Theatre Company en noviembre de 2018.
Saleh es una persona no binaria y usa los pronombres they singular y xe. Dio a conocer su identidad durante su segundo año en Augsburg, pero dijo que «siempre [ha] estado en la mierda gay». Vive en Mineápolis.

## Discografía

### EP
- Nūr (2019)
- Rosetta (2020)
- Crossover (2021)